# La Libertad (miasto w Salwadorze)
La Libertad – miasto w południowym Salwadorze, w departamencie La Libertad. Położone jest na wybrzeżu Oceanu Spokojnego, około 30 km na południe od stolicy kraju San Salvadoru. Współrzędne geograficzne: 13°29′N 89°20′W/13,483333 -89,333333. Ludność (2007): 23,1 tys. (miasto), 36,0 tys. (gmina).
La Libertad to jeden z trzech głównych (obok Acajutla i La Unión) portów morskich Salwadoru. Port w La Libertad stracił nieco na znaczeniu po powstaniu portu w Acajutla.